# الإبادة في البوسنة والهرسك
الإبادة الجماعية البوسنية تشير إلى مذبحة سريبرينيتشا أو الجرائم الأوسع ضد الإنسانية وحملة التطهير العرقي في جميع أنحاء المناطق التي يسيطر عليها جيش جمهورية صرب البوسنة أثناء حرب البوسنة والهرسك في 1992-1995. تضمنت الأحداث التي وقعت في سريبرينيتشا في عام 1995 مقتل أكثر من 8000 رجل وصبي من المسلمين البوسنيين (البوشناق) بالإضافة إلى الطرد الجماعي للمدنيين البوسنيين الآخرين من 25.000 إلى 30.000 من قبل وحدات جيش جمهورية صرب البوسنة تحت قيادة الجنرال راتكو ملاديتش.
استهدف التطهير العرقي الذي حدث في المناطق التي يسيطر عليها جيش جمهورية صرب البوسنة البوسنيين وكروات البوسنة والهرسك. تضمنت حملة التطهير العرقي الإبادة والحبس غير القانوني والاغتصاب الجماعي والاعتداء الجنسي والتعذيب ونهب وتدمير الممتلكات الخاصة والعامة والمعاملة اللاإنسانية للمدنيين. استهداف القادة السياسيين والمثقفين والمهنيين والترحيل غير القانوني ونقل المدنيين والقصف غير المشروع للمدنيين والاستيلاء غير القانوني على الممتلكات العقارية والشخصية ونهبها وتدمير المنازل والشركات وتدمير أماكن العبادة. وقد وُجد أن هذه الأفعال قد استوفت متطلبات «أعمال الإبادة الجماعية» وأن «بعض الجناة الجسديين عقدوا نية التدمير الجسدي للمجموعات المحمية من مسلمي البوسنة والكروات».
في التسعينيات أكدت عدة سلطات أن التطهير العرقي الذي نفذته عناصر من جيش صرب البوسنة كان إبادة جماعية. تضمنت هذه القرارات قرار من الجمعية العامة للأمم المتحدة وثلاث إدانات بالإبادة الجماعية في المحاكم الألمانية (استندت الإدانات إلى تفسير أوسع للإبادة الجماعية من ذلك الذي تستخدمه المحاكم الدولية). في عام 2005 أصدر الكونغرس الأمريكي قرار يعلن أن سياسات العدوان والتطهير العرقي الصربية تلبي الشروط التي تحدد الإبادة الجماعية.
تم اعتبار مذبحة سريبرينيتشا على أنها عمل إبادة جماعية من قبل المحكمة الجنائية الدولية ليوغوسلافيا السابقة وهي نتيجة أيدتها محكمة العدل الدولية. في 24 مارس 2016 أدين رادوفان كاراديتش الزعيم السابق لصرب البوسنة والهرسك والرئيس الأول لجمهورية صرب البوسنة بارتكاب جرائم إبادة جماعية في سريبرينيتشا وجرائم حرب وجرائم ضد الإنسانية وحُكم عليه بالسجن 40 عام. في 2019 شددت محكمة الاستئناف العقوبة إلى السجن المؤبد. في 12 مايو 2021 أُعلن أنه بموافقة سلطات المملكة المتحدة سيقضي بقية عقوبته في أحد سجون المملكة المتحدة.

## الأمم المتحدة
في 18 ديسمبر 1992 اعتبر قرار الجمعية العامة للأمم المتحدة رقم 47/121 في ديباجته أن التطهير العرقي هو شكل من أشكال الإبادة الجماعية حيث ينص على ما يلي:
في 12 يوليو 2007 أشارت المحكمة الأوروبية لحقوق الإنسان في حكمها في قضية يورغيتش ضد ألمانيا إلى ما يلي:

## المحكمة الجنائية الدولية ليوغوسلافيا السابقة

### اكتشاف الإبادة الجماعية في سريبرينيتشا

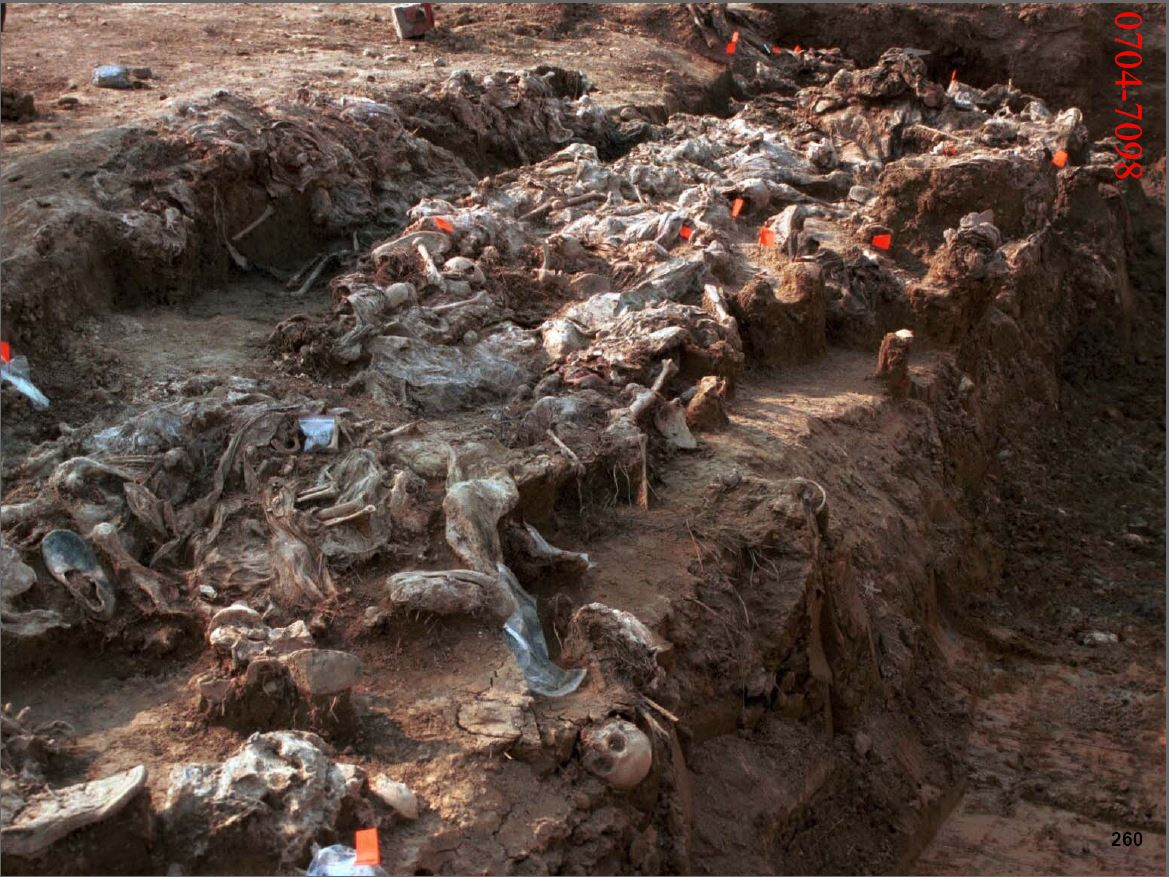
نبش جثث ضحايا مجزرة سريبرينيتشا.

في عام 2001 حكمت المحكمة الجنائية الدولية ليوغوسلافيا السابقة بأن مذبحة سريبرينيتشا عام 1995 كانت إبادة جماعية. في الحكم الصادر بالإجماع عن المدعي العام ضد كرستيتش أكدت محكمة الاستئناف بالمحكمة الجنائية الدولية ليوغوسلافيا السابقة ومقرها لاهاي أن مذبحة سريبرينيتشا كانت إبادة جماعية وصرح القاضي ثيودور ميرون رئيس المحكمة:
في سبتمبر 2006 أدين الزعيم الصربي البوسني السابق مومسيلو كراجيشنيك بارتكاب عدة جرائم ضد الإنسانية ولكن بينما وجد قضاة المحكمة الجنائية الدولية ليوغوسلافيا السابقة أن هناك أدلة على أن الجرائم المرتكبة في البوسنة والهرسك تشكل فعل إجرامي للإبادة الجماعية (الفعل الإجرامي) فإنهم لم يفعلوا ذلك. إثبات أن المتهم كان لديه نية الإبادة الجماعية أو كان جزء من عمل إجرامي كان له مثل هذه النية (النية الجنائية).
في عام 2007 وجدت المحكمة أدلة غير كافية لاستنتاج نية الإبادة الجماعية المزعومة.

### العثور على الإبادة الجماعية في سيبا
في قضية توليمير في حكم من الدرجة الأولى خلصت المحكمة الجنائية الدولية إلى أن الإبادة الجماعية ارتكبت في جيب سيبا خارج سريبرينيتشا. ومع ذلك نقضت هذه الإدانة من قبل محكمة الاستئناف وحصرت جريمة الإبادة الجماعية على سريبرينيتشا فقط.

### محاكمة ميلوسيفيتش
في 16 يونيو 2004 في قضية المدعي العام ضد سلوبودان ميلوسيفيتش: قرار بشأن طلب الحكم بالبراءة رفضت المحكمة الابتدائية للمحكمة الجنائية الدولية ليوغوسلافيا السابقة تبرئة الرئيس الصربي السابق سلوبودان ميلوسيفيتش للأسباب نفسها وقضت بما يلي:
اقتباس|246 - استنادا إلى الاستدلال الذي يمكن استخلاصه من هذه الأدلة يمكن أن تقتنع المحكمة الابتدائية بما لا يدع مجالا للشك بأنه كان هناك عمل إجرامي مشترك شمل أعضاء من قيادة صرب البوسنة والهرسك كان هدفه وقصده تدمير جزء من السكان المسلمين البوسنيين وقد ارتكبت تلك الإبادة الجماعية في الواقع في برتشكو وبريدور وسانسكي موست وسريبرينيتشا وبيجليينا وكلجوي وبوسانسكي نوفي. يمكن الاستدلال على نية الإبادة الجماعية لقيادة صرب البوسنة والهرسك من جميع الأدلة بما في ذلك الأدلة المنصوص عليها في الفقرات 238-245. حجم الهجمات ونمطها وحدتها والعدد الكبير من المسلمين الذين قتلوا في البلديات السبع واعتقال المسلمين ومعاملتهم الوحشية في مراكز الاعتقال وغيرها واستهداف الأشخاص الضروريين لبقاء المسلمين على قيد الحياة. المجموعة كلها عوامل تشير إلى الإبادة الجماعية.
في 26 فبراير 2007 في قضية الإبادة الجماعية البوسنية وجدت محكمة العدل الدولية التابعة للأمم المتحدة أنه لا يوجد دليل يربط صربيا تحت حكم ميلوسيفيتش بالإبادة الجماعية التي ارتكبها صرب البوسنة والهرسك في حرب البوسنة والهرسك. ومع ذلك وجدت المحكمة أن ميلوسيفيتش وآخرين في صربيا لم يفعلوا ما يكفي لمنع وقوع أعمال الإبادة الجماعية في سريبرينيتشا.
في 22 نوفمبر 2017 أدانت محكمة دولية في لاهاي الجنرال راتكو ملاديتش بتهمة إبادة جماعية وخمس تهم بارتكاب جرائم ضد الإنسانية وأربع تهم بانتهاك قوانين أو أعراف الحرب. وقد ثبت أنه غير مذنب في إحدى جرائم الإبادة الجماعية وحُكم عليه بالسجن مدى الحياة.

### محاكمة الإبادة الجماعية البوسنية
في الوقت الحالي يُحاكم الزعيمان السابقان لصرب البوسنة والهرسك رادوفان كاراديتش وراتكو ملاديتش بتهمتي إبادة جماعية وجرائم حرب أخرى ارتكبت في سريبرينيتشا وبريدور وكليجو وبلديات أخرى في البوسنة والهرسك. كاراديتش وملاديتش متهمان كل على حدة بما يلي:
التهمة 1: الإبادة الجماعية.
- البلديات: براتوناك وفوتشا وكلجوي وكوتور فاروش وبريدور وسانسكي موست وفلاسينيكا وزفورنيك. في البداية رفضت المحكمة الابتدائية هذه التهمة في 28 يونيو 2012 وأعيدت هذه التهمة بالإجماع في 11 يوليو 2013 من قبل محكمة الاستئناف. وخلصت محكمة الاستئناف في جملة أمور إلى أن المحكمة الابتدائية أخطأت عندما خلصت إلى أن الأدلة التي قدمها الادعاء لم تكن قادرة على إثبات أنواع معينة من أعمال الإبادة الجماعية وكذلك نية كارادزيتش ذات الصلة بالإبادة الجماعية.

التهمة 2: إبادة جماعية.
- البلدية: سريبرينيتشا.

التهمة 3: الاضطهاد لأسباب سياسية وعرقية ودينية، جريمة ضد الإنسانية.
- البلديات: بانيا لوكا وبييلجينا وبوسانسكا كروبا وبوسانسكي نوفي وبراتوناك وبرتشكو وفوتشا وهادزيتشي وإليدزا وكالينوفيك وكليجوت وكوتور فاروش ونوفي جراد ونوفو سراييفو وبالي وبرييدور وروغوفيتسا وسانسكي موستنش وسوكول وفوغوشتشا وزفورنيك وسريبرينيتشا.

كما أنهم متهمون بالقتل والترحيل والأعمال اللاإنسانية وبث الرعب بين المدنيين والهجمات غير القانونية على المدنيين وأخذ الرهائن.

### مشاركة صربيا
برأت أعلى محكمة في الأمم المتحدة صربيا من المسؤولية المباشرة عن الإبادة الجماعية خلال حرب البوسنة والهرسك في التسعينيات. لكن محكمة العدل الدولية حكمت أن بلغراد انتهكت القانون الدولي بالفشل في منع مذبحة عام 1995 في سريبرينيتشا.
في 28 فبراير 2013 ألغت محكمة الاستئناف التابعة للمحكمة الجنائية الدولية ليوغوسلافيا السابقة إدانة رئيس أركان جيش يوغوسلافيا الشعبي موشيلو بيريشيتش بجرائم ارتكبت في البوسنة والهرسك وكرواتيا وأمرت بالإفراج الفوري عن بيريشيتش. تعني تبرئته أنه حتى الآن لم تتم إدانة أي مسؤول أو ضابط في جيش صربيا والجبل الأسود (يوغوسلافيا) أو أي عضو في القيادة العليا لجيش يوغوسلافيا الشعبي أو الجيش اليوغوسلافي من قبل المحكمة الجنائية الدولية ليوغوسلافيا السابقة بارتكاب جرائم حرب في البوسنة والهرسك.
في 30 مايو 2013 برأت المحكمة الجنائية الدولية ليوغوسلافيا السابقة وأمرت بالإفراج الفوري عن يوفيكا ستانيشيتش وفرانكو سيماتوفيتش وهما اثنان من مساعدي سلوبودان ميلوسيفيتش المقربين. كان ستانيشيتش رئيس جهاز أمن الدولة الصربي بينما كان سيماتوفيتش مسؤول عن ذراع العمليات الخاصة لجهاز أمن الدولة.

## قرارات مجلس النواب ومجلس الشيوخ الأمريكي
قبل شهر من الذكرى العاشرة لمذبحة سريبرينيتشا أصدر مجلسا الكونغرس الأمريكي قرارات متشابهة الصياغة تؤكد أن سياسات العدوان والتطهير العرقي كما نفذتها القوات الصربية في البوسنة والهرسك من عام 1992 إلى عام 1995 بما في ذلك مذبحة سريبرينيتشا إبادة جماعية.
في 27 يونيو 2005 خلال الكونغرس 109 أصدر مجلس النواب الأمريكي قرار (199 برعاية عضو الكونجرس كريستوفر سميث مع 39 مشارك) لإحياء الذكرى العاشرة للإبادة الجماعية في سريبرينيتشا. تم تمرير القرار بصيغته المعدلة بأغلبية ساحقة من 370 - نعم، 1 - لا و 62 - غائب. القرار هو إجراء من الحزبين إحياء لذكرى 11 يوليو 1995 - 2005 الذكرى العاشرة لمجزرة سريبرينيتشا. نسخة مجلس الشيوخ 134 برعاية السناتور جوردون سميث مع 8 رعاة وتمت الموافقة عليها في مجلس الشيوخ في 22 يونيو 2005 دون تعديل وبموافقة بالإجماع. ملخصات القرارات متطابقة باستثناء اسم الغرفة التي أصدرت القرار واستبدال كلمة قتل من قبل مجلس النواب في البند الأول:
(1) يجب تذكر وتكريم آلاف الأبرياء الذين أُعدموا في سريبرينيتشا بالبوسنة والهرسك في يوليو 1995 إلى جانب جميع الأفراد الذين وقعوا ضحية الصراع والإبادة الجماعية في البوسنة والهرسك من عام 1992 إلى عام 1995.
(2) سياسات العدوان والتطهير العرقي الصربية تفي بالمصطلحات التي تحدد الإبادة الجماعية.
(3) يجب تذكر وتكريم الرعايا الأجانب بمن فيهم المواطنون الأمريكيون الذين خاطروا بحياتهم في البوسنة والهرسك وفقدوها في بعض الحالات.
(4) يجب على الأمم المتحدة والدول الأعضاء فيها تحمل نصيبها من المسؤولية عن السماح بحدوث مذبحة وإبادة جماعية في سريبرينيتشا والسعي لضمان عدم حدوث ذلك في الأزمات المستقبلية.
(5) من المصلحة الوطنية للولايات المتحدة محاسبة الأفراد المسؤولين عن أفعالهم.
(6) يجب القبض على الأشخاص الذين وجهت إليهم المحكمة الجنائية الدولية ليوغوسلافيا السابقة ونقلهم إلى لاهاي دون مزيد من التأخير ويجب على الدول الوفاء بالتزاماتها بالتعاون مع المحكمة الجنائية الدولية ليوغوسلافيا السابقة.
(7) يجب على الولايات المتحدة دعم استقلال البوسنة والهرسك وسلامة أراضيها والسلام والاستقرار في جنوب شرق أوروبا.

## محكمة العدل الدولية: البوسنة والهرسك ضد صربيا والجبل الأسود
جرت محاكمة أمام محكمة العدل الدولية عقب دعوى قدمتها البوسنة والهرسك عام 1993 ضد صربيا والجبل الأسود بدعوى الإبادة الجماعية. في 26 فبراير 2007 وافقت محكمة العدل الدولية في قضية الإبادة الجماعية في البوسنة والهرسك على النتيجة السابقة للمحكمة الجنائية الدولية ليوغوسلافيا السابقة بأن مذبحة سريبرينيتشا تشكل إبادة جماعية:
أشارت رئيسة لجنة الحقوقيين الدولية روزالين هيغينز إلى أن هناك الكثير من الأدلة لإثبات ارتكاب جرائم ضد الإنسانية وجرائم حرب في البوسنة والهرسك مثل عمليات القتل على نطاق واسع وحصار المدن والاغتصاب الجماعي والتعذيب والترحيل إلى المعسكرات ومراكز الاحتجاز ولكن لم يكن لمحكمة العدل الدولية سلطة قضائية عليها لأن القضية تتناول «حصريا الإبادة الجماعية بالمعنى القانوني المحدود وليس بالمعنى الأوسع الذي يُعطى أحيانا لهذا المصطلح». علاوة على ذلك وجدت المحكمة أن «صربيا لم ترتكب إبادة جماعية» ولم «تتآمر على» أو «حرضت على ارتكابها». لكنها وجدت أن صربيا قد فشلت في «اتخاذ جميع التدابير في حدود سلطتها لمنع الإبادة الجماعية في سريبرينيتشا» والامتثال الكامل للمحكمة الجنائية الدولية ليوغوسلافيا السابقة بعدم نقل راتكو ملاديتش إلى عهدة المحكمة الجنائية الدولية ليوغوسلافيا السابقة في لاهاي وأنه يجب على صربيا أن النقل المستقبلي إلى لاهاي جميع الأفراد المتهمين بالمحكمة الجنائية الدولية ليوغوسلافيا السابقة والذين يقيمون تحت الولاية القضائية الصربية.

### انتقاد حكم محكمة العدل الدولية
قوبل قرار المحكمة بأن صربيا لم تكن متورطة بشكل مباشر في الإبادة الجماعية في سريبرينيتشا بانتقادات شديدة. وصف البروفيسور يوفال شاني أستاذ هيرش لوترباخت للقانون الدولي العام في الجامعة العبرية في القدس استنتاجات المحكمة بشأن الأسئلة الثلاثة المعروضة عليها بأنها مثيرة للجدل:
ثانيا فيما يتعلق بالنتائج الفعلية المتعلقة بارتكاب الإبادة الجماعية انتقد بعض الكتاب المحكمة لرفضها النظر إلى "الصورة الأكبر" للأحداث في البوسنة والهرسك - وهي الصورة التي يبدو أنها توحي بأن الجرائم الفظيعة المختلفة التي ارتكبتها كان صرب البوسنة والهرسك جميعا جزء من نفس "الخطة الرئيسية" لإنشاء دولة صربية متجانسة عرقيا. شكك آخرون في استعداد المحكمة للاعتماد على عدم وجود إدانات فردية في جريمة الإبادة الجماعية من قبل المحكمة الجنائية الدولية ليوغوسلافيا السابقة (باستثناء ما يتعلق بالمذبحة في سريبرينيتشا) دون النظر بشكل صحيح في الفرق بين معايير المسؤولية بموجب القانون الجنائي ومسؤولية الدولة أو التقدير الكامل للمسؤولية المحدودة القيمة الإثباتية للرسوم المخفضة نتيجة صفقات الإقرار بالذنب.
انتقد أنطونيو كاسيزي أول رئيس للمحكمة الجنائية الدولية ليوغوسلافيا السابقة حكم محكمة العدل الدولية على أساس أن «المحكمة الدولية قد وضعت معيار عالي غير واقعي للإثبات لإثبات أن صربيا متواطئة في الإبادة الجماعية». أضاف:
وفقا للمحكمة فإن الجنرالات الصرب البوسنيين المذنبين بارتكاب هذه الإبادة الجماعية وهم ملاديتش وكريستيتش لم يتصرفوا بصفتهم عملاء لصربيا ولا يتلقون تعليمات محددة من بلغراد ... لماذا لم يكن ذلك كافيا لإثبات أن القيادة العسكرية لصرب البوسنة والهرسك تم تمويلها ودفعها من قبل صربيا وأنها مرتبطة ارتباط وثيق بالقيادة السياسية والعسكرية لصربيا؟ والأهم من ذلك أن قرار محكمة العدل الدولية بأن صربيا مسؤولة عن عدم منع إبادة جماعية لم تكن متواطئة فيها لا معنى له. ووفقا للمحكمة كانت صربيا على علم بالخطر الشديد لوقوع أعمال إبادة جماعية ولم تفعل شيئا. لكن المحكمة جادلت بأن صربيا لم تكن متواطئة لأنه "لم يثبت" أن نية ارتكاب أعمال الإبادة الجماعية في سريبرينيتشا "قد استرعت انتباه بلغراد".
انتقد نائب رئيس محكمة العدل الدولية القاضي الخصاونة الحكم باعتباره لا يعكس الأدلة فيما يتعلق بمسؤولية صربيا المباشرة عن الإبادة الجماعية في سريبرينيتشا:

#### سجلات مجلس الدفاع الأعلى مفقودة
لم تتلق المحكمة الجنائية الدولية أبدا أرشيف كامل لمحاضر مجلس الدفاع الأعلى من صربيا. ووفقا للتفسير الذي قدمه السير جيفري نيس المدعي العام السابق في محاكمة سلوبودان ميلوسيفيتش:

## المحكمة الأوروبية لحقوق الإنسان
أصدرت المحكمة الإقليمية العليا في دوسلدورف بألمانيا في سبتمبر 1997 إدانة بالإبادة الجماعية ضد نيكولا يورغيتش الصربي البوسني الذي كان زعيم مجموعة شبه عسكرية تقع في منطقة دوبوي. وحُكم عليه بأربعة أحكام بالسجن مدى الحياة لتورطه في أعمال إبادة جماعية وقعت في مناطق من البوسنة والهرسك غير سريبرينيتشا.
في حكم صدر في 12 يوليو 2007 راجعت المحكمة الأوروبية لحقوق الإنسان في قضية ألمانيا ضد يورغيتش (الطلب رقم 74613/01) أحكام المحكمة الألمانية ضد يورغيتش. مع رفض استئناف يورغيتش أكدت المحكمة الأوروبية لحقوق الإنسان أن حكم المحكمة الألمانية كان متسق مع تفسير اتفاقية الإبادة الجماعية الذي كان متوقع في الوقت الذي ارتكب فيه يورغيتش الجريمة في عام 1992. ومع ذلك أكدت المحكمة الأوروبية لحقوق الإنسان أن حكم المحكمة الألمانية بناء على القانون المحلي الألماني فسر جريمة الإبادة الجماعية على نطاق أوسع مما رفضته المحاكم الدولية منذ ذلك الحين. بموجب التعريف الأوسع الذي أيده القضاء الألماني كان التطهير العرقي الذي قام به يورغيتش إبادة جماعية لأنه كان نية لتدمير المجموعة كوحدة اجتماعية وعلى الرغم من أن غالبية العلماء رأوا أن قانون الإبادة الجماعية الألماني يجب أن يفسر الإبادة الجماعية باعتبارها تدمير مادي - بيولوجي للمجموعة المحمية «رأى عدد كبير من العلماء أن فكرة تدمير مجموعة على هذا النحو بمعناها الحرفي كانت أوسع من الإبادة الفيزيائية والبيولوجية وشمل أيضا التدمير من مجموعة كوحدة اجتماعية».

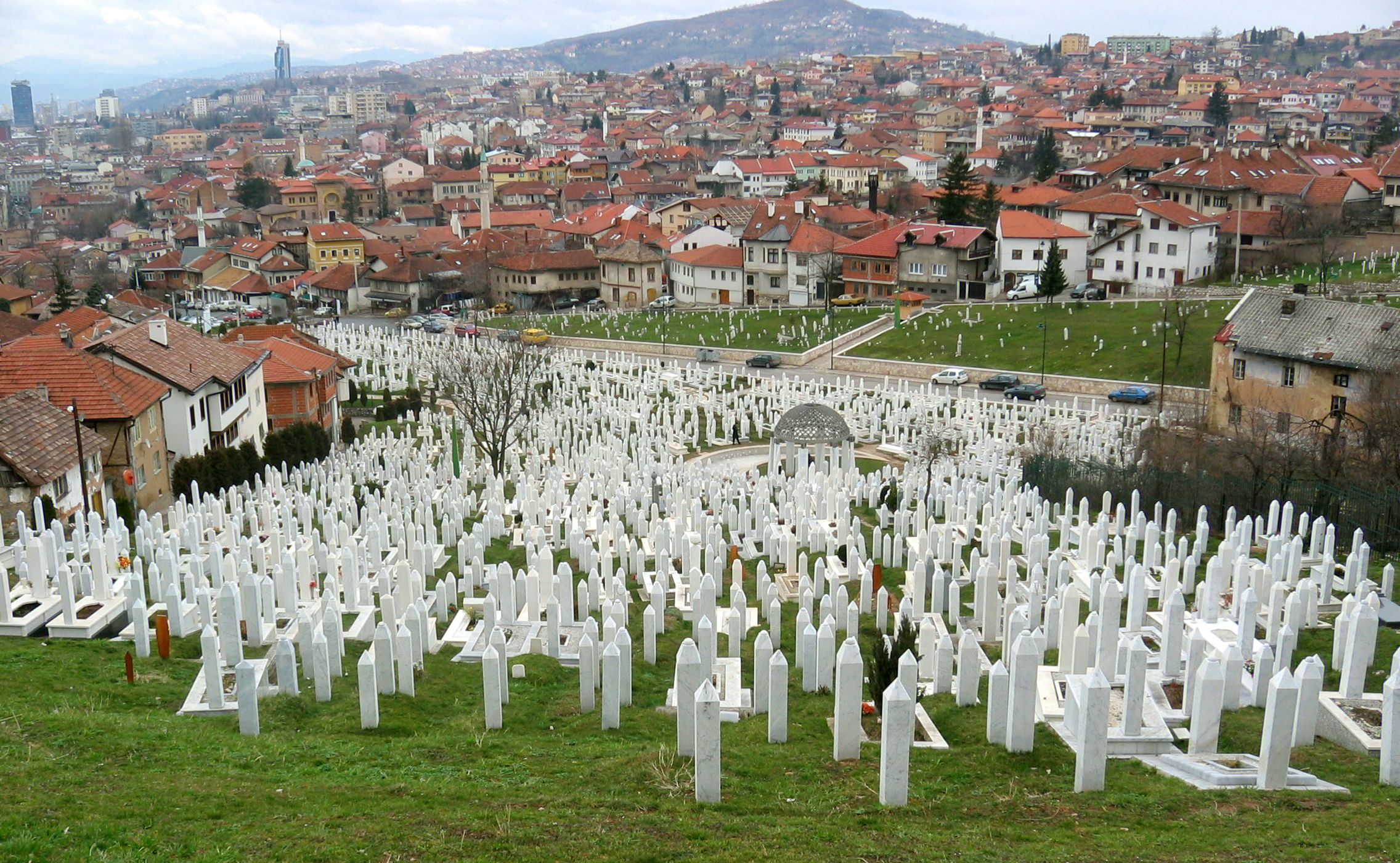
مقبرة نصب الشهداء في كوفاتشي لضحايا الحرب في ستاري جراد.

في قضية المدعي العام ضد كرستيتش (2 أغسطس 2001) قضت المحكمة الجنائية الدولية ليوغوسلافيا السابقة بأن «القانون الدولي العرفي يقصر تعريف الإبادة الجماعية على تلك الأعمال التي تسعى إلى التدمير المادي أو البيولوجي للجماعة كلها أو لجزء منها. ومن ثم فإن المشروع الذي يهاجم الخصائص الثقافية أو الاجتماعية لمجموعة بشرية من أجل القضاء على هذه العناصر التي تعطي لتلك المجموعة هويتها الخاصة المتميزة عن بقية المجتمع لن تندرج تحت تعريف الإبادة الجماعية». في 19 أبريل 2004 تم تأييد هذا القرار عند الاستئناف: «اتفاقية الإبادة الجماعية والقانون الدولي العرفي بشكل عام يحظران فقط التدمير المادي أو البيولوجي لمجموعة بشرية. ... أقرت المحكمة الابتدائية صراحة بهذا القيد وتجنبت أي تعريف أوسع...» على الرغم من أن محكمة الاستئناف مثل المحكمة الابتدائية حكمت أيضا بأن التطهير العرقي قد يؤدي مع أدلة أخرى إلى استنتاج نية الإبادة الجماعية. في 14 يناير 2000 قضت المحكمة الجنائية الدولية ليوغوسلافيا السابقة في قضية المدعي العام ضد كوبريسكيتش وآخرين أن حملة التطهير العرقي في وادي لاشفا من أجل طرد السكان المسلمين البوسنيين من المنطقة كانت اضطهاد وليست إبادة جماعية في حد ذاتها. لاحظت المحكمة الأوروبية لحقوق الإنسان رأي محكمة العدل الدولية في قضية الإبادة الجماعية في البوسنة والهرسك بأن التطهير العرقي ليس بحد ذاته إبادة جماعية.
في إشارة إلى الكتاب القانونيين لاحظت المحكمة الأوروبية لحقوق الإنسان: «من بين العلماء كان رأي الأغلبية أن التطهير العرقي بالطريقة التي نفذتها القوات الصربية في البوسنة والهرسك من أجل طرد المسلمين والكروات من منازلهم لم تشكل إبادة جماعية. ومع ذلك هناك أيضا عدد كبير من العلماء الذين أشاروا إلى أن هذه الأعمال ترقى إلى مستوى الإبادة الجماعية».
بعد أن راجعت المحكمة الأوروبية لحقوق الإنسان القضية والأحكام الدولية الأحدث بشأن هذه القضية قضت المحكمة الأوروبية لحقوق الإنسان بأن «المحكمة وجدت أن تفسير المحاكم [الألمانية] لنية تدمير جماعة لا يستلزم تدمير مادي للمجموعة وهو ما تم اعتماده أيضا من قبل عدد من العلماء... وبالتالي تمت تغطيته بالصياغة التي تمت قراءتها في سياقها لجريمة الإبادة الجماعية في القانون الجنائي [الألماني] ولا تبدو غير معقولة لذلك في بالنظر إلى ما سبق خلصت [المحكمة الأوروبية لحقوق الإنسان] إلى أنه في حين أن العديد من السلطات فضلت تفسير ضيق لجريمة الإبادة الجماعية كانت هناك بالفعل عدة سلطات في الوقت المادي فسرت جريمة الإبادة الجماعية بنفس الطريقة الأوسع مثل المحاكم الألمانية. في هذه الظروف ترى [المحكمة الأوروبية لحقوق الإنسان] أن [يورغيتش] إذا لزم الأمر بمساعدة محام كان من المعقول أن يتوقع أنه سيواجه خطر الاتهام والإدانة بارتكاب جريمة الإبادة الجماعية على الأفعال التي ارتكبها في عام 1992». ولهذا السبب رفضت المحكمة تأكيد يورغيتش بحدوث خرق للمادة 7 (لا عقوبة بدون قانون) من الاتفاقية الأوروبية لحقوق الإنسان من قبل ألمانيا.

## البرلمان الأوروبي
في 15 يناير 2009 أصدر البرلمان الأوروبي قرار يدعو السلطات التنفيذية في الاتحاد الأوروبي للاحتفال بيوم 11 يوليو باعتباره يوم لإحياء ذكرى الإبادة الجماعية في سريبرينيتشا عام 1995 وحدادها معترفا به صراحة بالإشارة إلى قرار محكمة العدل الدولية. كرر القرار أيضا عددا من النتائج بما في ذلك عدد الضحايا حيث تم إعدام «أكثر من 8000 رجل وصبي مسلم» و«تم ترحيل ما يقرب من 25000 امرأة وطفل وكبار السن قسرا مما يجعل هذا الحدث أكبر جريمة حرب تقع في أوروبا منذ نهاية الحرب العالمية الثانية». تم تمرير القرار بأغلبية ساحقة 556 مقابل 9.

## أفراد حوكموا بتهمة الإبادة الجماعية خلال حرب البوسنة والهرسك
تم اتهام حوالي 30 شخص بالمشاركة في الإبادة الجماعية أو التواطؤ في الإبادة الجماعية خلال أوائل التسعينيات في البوسنة والهرسك. حتى الآن بعد عدة مساومات قضائية وبعض الإدانات التي تم الطعن فيها بنجاح في الاستئناف أُدين رجلين وهما فويادين بوبوفيتش وليوبيشا بيرا بارتكاب جريمة الإبادة الجماعية وأدين اثنان آخران راديسلاف كرستيتش ودراغو نيكوليتش بتهمة المساعدة والتحريض على الإبادة الجماعية من قبل محكمة دولية لمشاركتهم في مذبحة سريبرينيتشا.
أدانت المحاكم الألمانية أربعة أشخاص بتهمة المشاركة في عمليات إبادة جماعية في البوسنة والهرسك وخسر أحدهم وهو نيكولا يورغيتش استئناف ضد إدانته في المحكمة الأوروبية لحقوق الإنسان.
في 29 يوليو 2008 وجدت محكمة الدولة في البوسنة والهرسك أن ميلينكو تريفونوفيتش وبرانو دزينيتش وألكسندر رادوفانوفيتش وميلوش ستوبار وبرانيسلاف ميدان وبيتر ميتروفيتش مذنبون بارتكاب الإبادة الجماعية لدورهم في مذبحة سريبرينيتشا وفي 16 أكتوبر 2009 وجدت محكمة دولة البوسنة والهرسك أن ميلوراد تربيتش العضو السابق في قوات أمن صرب البوسنة والهرسك مذنب بارتكاب جريمة الإبادة الجماعية لمشاركته في الإبادة الجماعية في مذبحة سريبرينيتشا.
سلوبودان ميلوسيفيتش الرئيس السابق لصربيا ويوغوسلافيا كان أكبر شخصية سياسية تقدم للمحاكمة في المحكمة الجنائية الدولية ليوغوسلافيا السابقة. وقد اتُهم بارتكاب جريمة إبادة جماعية إما بمفرده أو بالتنسيق مع أعضاء آخرين محددين في عمل إجرامي مشترك. اتهمته لائحة الاتهام بالتخطيط والإعداد والتنفيذ للتدمير الكلي أو الجزئي للجماعات البوسنية المسلمة القومية أو الإثنية أو العرقية أو الدينية على هذا النحو في أراضي داخل البوسنة والهرسك بما في ذلك بيلجينا وبوسانسكي نوفي وبريتشكو وكلوي وكوتور فاروش وبريدور وسانسكي موست وسريبرينيتشا. توفي أثناء محاكمته في 11 مارس 2006 ولم يصدر حكم بحقه.
كانت المحكمة الجنائية الدولية ليوغوسلافيا السابقة قد أصدرت أمر بإلقاء القبض على رادوفان كاراديتش وراتكو ملاديتش بتهم عديدة من بينها الإبادة الجماعية. ألقي القبض على كاراديتش في بلغراد في 21 يوليو 2008 ونُقل إلى حجز المحكمة الجنائية الدولية ليوغوسلافيا السابقة في لاهاي بعد تسعة أيام في 30 يوليو. راتكو ملاديتش اعتقل أيضا في صربيا في 26 مايو 2011 بعد عقد من الاختباء.
في 24 مارس 2016 حُكم على كاراديتش بالسجن 40 عام. أخيرا في 22 نوفمبر 2017 حُكم على ملاديتش بالسجن مدى الحياة. كلاهما حُكم عليهما بارتكاب جرائم حرب وجرائم ضد الإنسانية وجرائم إبادة جماعية. واستأنف كل من كاراديتش وملاديتش إدانتهما. في عام 2019 رفع قضاة الاستئناف عقوبة كاراديتش إلى السجن مدى الحياة. من المتوقع صدور حكم في استئناف ملاديتش في يونيو 2021.

## عدد القتلى

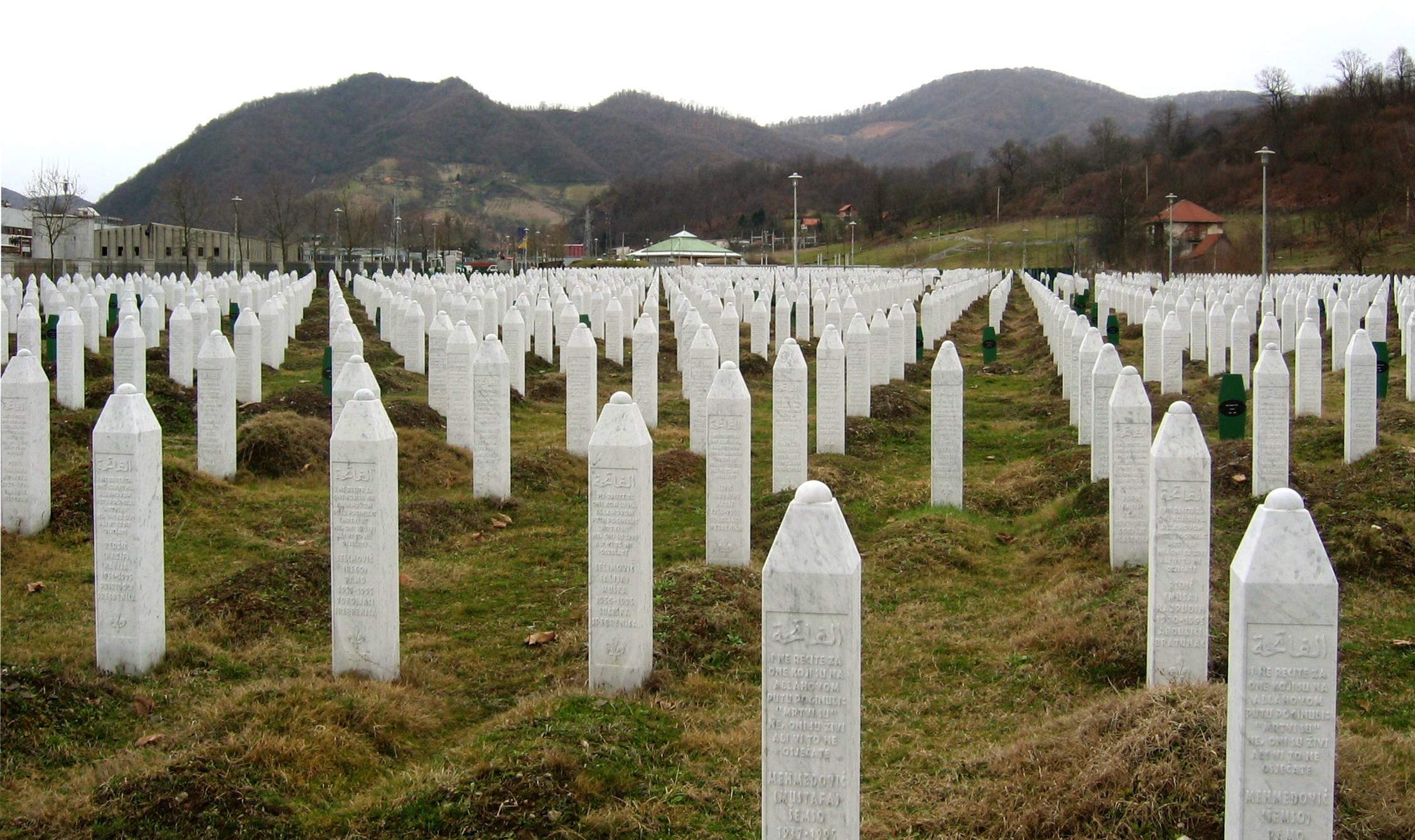
النصب التذكاري للإبادة الجماعية في سريبرينيتشا في بوتوشاري.

إذا تم استخدام تعريف ضيق للإبادة الجماعية على النحو الذي تفضله المحاكم الدولية فعند مذبحة سريبرينيتشا قُتل 8000 رجل وصبي مسلمين بوسنيون والباقي من السكان (ما بين 25000 و 30000 من النساء والأطفال والمسنين البوسنيين) اضطروا لمغادرة المنطقة. إذا تم استخدام تعريف أوسع فسيكون الرقم أكبر من ذلك بكثير. وفقا للوحدة الديمغرافية للمحكمة الجنائية الدولية ليوغوسلافيا السابقة يقدر أن 69.8٪ أو 25609 من المدنيين الذين قتلوا في الحرب كانوا من البوشناق (مع 42501 قتيل عسكري) بينما من صرب البوسنة والهرسك 7480 ضحية مدنية (15299 قتيل عسكري) ومن كروات البوسنة والهرسك 1675 ضحية مدنية (7,183 قتيل عسكري) يبلغ مجموعها 104,732 ضحية موزعة بين كروات البوسنة والهرسك (8.5٪) وصرب البوسنة والهرسك (21.7٪) والبوشناق (65٪) وآخرين (4.8٪).
في يناير 2013 نشر مركز الأبحاث والتوثيق الذي يتخذ من سراييفو مقرا له نتائجه النهائية حول البحث «الأكثر شمولا» حول ضحايا الحرب في البوسنة والهرسك: كتاب الموتى البوسني - وهو قاعدة بيانات تكشف «ما لا يقل عن 97207» أسماء مواطني البوسنة والهرسك الذين قتلوا أو فقدوا خلال حرب 1992-1995. وصفتها رئيسة الوحدة الديمغرافية للمحكمة الجنائية الدولية ليوغوسلافيا السابقة إيوا تابو بأنها «أكبر قاعدة بيانات موجودة عن ضحايا الحرب البوسنيين». تم جمع أكثر من 240 ألف قطعة من البيانات ومعالجتها وفحصها ومقارنتها وتقييمها من قبل فريق دولي من الخبراء لجدولة أسماء الضحايا. وفقا لمركز التجمع الدستوري الديمقراطي 82٪ أو 33,071 من المدنيين الذين قتلوا في الحرب كانوا من البوشناق مع ما لا يقل عن 97207 ضحية عسكري ومدني لجميع الأطراف المعنية: البوشناق (66.2٪) الصرب (25.4٪) الكروات (7.8٪) وغيرهم (0.5٪).
قدر جورج صامويلي مؤلف كتاب «قنابل من أجل السلام» أن عدد المسلمين الفارين من سريبرينيتشا إلى توزلا في طابور عسكري-مدني مختلط بعد أن تم التخلي عن المدينة بأمر من القادة البوسنيين ربما كان ما بين 12000 و 15000 ومن هؤلاء أقل من 1000 أو أقل ماتوا وهم يشقون طريقهم عبر الخطوط الصربية.
بالإضافة إلى أولئك الذين عُرف أنهم قتلوا على الفور ما زال حوالي 10500 شخص في عداد المفقودين ومصيرهم غير معروف بسبب حرب البوسنة والهرسك معظمهم من البوشناق.
في بيان يوم 23 سبتمبر 2008 أمام الأمم المتحدة قال الدكتور حارث سيلاجيتش بصفته رئيس وفد البوسنة والهرسك إلى الدورة الثالثة والستين للجمعية العامة للأمم المتحدة أنه «وفقا لبيانات اللجنة الدولية للصليب الأحمر قتل 200000 شخص ومن بينهم 12000 طفل وتم اغتصاب ما يصل إلى 50000 امرأة وأجبر 2.2 مليون على الفرار من ديارهم. كانت هذه إبادة جماعية حقيقية وإبادة جماعية». ومع ذلك فقد تم انتقاد مثل هذه التقديرات باعتبارها غير دقيقة للغاية واتهم محللون مثل جورج كيني الحكومة البوسنية والمجتمع الدولي بالإثارة وتضخيم عدد القتلى عن عمد لجذب الدعم الدولي للمسلمين.

## الجدل والإنكار
في حين أن غالبية الرأي العام الدولي يقبل النتائج التي توصلت إليها المحاكم الدولية لا يزال هناك بعض الخلاف حول مدى الإبادة الجماعية ودرجة تورط صربيا.
تؤكد الجالية المسلمة البوسنية أن مذبحة سريبرينيتشا كانت مجرد مثال واحد لما كان إبادة جماعية أوسع ارتكبتها صربيا.
انحرفت محكمة العدل الدولية عن النتائج الوقائعية والقانونية لدائرة الاستئناف للمحكمة الجنائية الدولية ليوغوسلافيا السابقة في قضية دوشكو تاديتش. في الحكم الصادر في يوليه 1999 خلصت محكمة الاستئناف إلى أن جيش جمهورية صرب البوسنة كان «تحت السيطرة الشاملة» لبلغراد والجيش اليوغوسلافي مما يعني أنهما قاما بتمويل وتجهيز ومساعدة في تنسيق وتخطيط العمليات العسكرية. لو قبلت محكمة العدل الدولية هذا الاستنتاج الذي توصلت إليه المحكمة لكانت صربيا مذنبة بالتواطؤ في الإبادة الجماعية في سريبرينيتشا. وبدلا من ذلك خلصت إلى أن محكمة الاستئناف في قضية تاديتش «لم تحاول تحديد مسؤولية دولة ولكن المسؤولية الجنائية الفردية». وعلى الرغم من التناقض الذي قد يكون عليه الأمر فإن نتيجة هذه الدعوى القانونية المرفوعة في مارس 1993 وصلت مبكرا جدا بالنسبة للبوسنة والهرسك. جاء اعتقال رادوفان كاراجيتش بعد أكثر من عام من إصدار محكمة العدل الدولية حكمها وتم اعتقال راتكو ملاديتش المتهم أيضا بارتكاب الإبادة الجماعية في مايو 2011. توفي سلوبودان ميلوسيفيتش أثناء محاكمته وبدأت للتو ثلاث محاكمات لمسؤولين سابقين من الصرب.

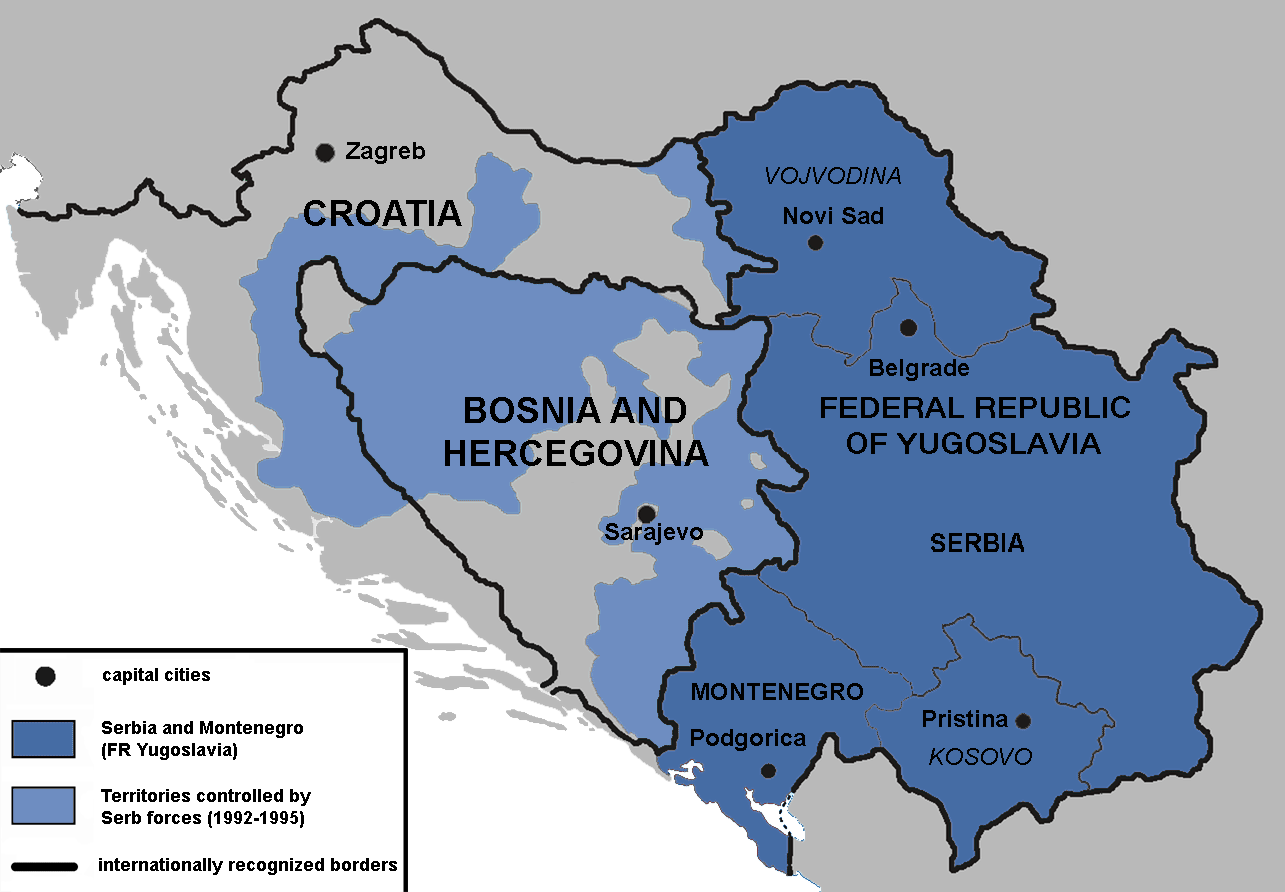
أراضي جمهورية البوسنة والهرسك وجمهورية كرواتيا التي تسيطر عليها القوات الصربية 1992-1995. اتهمت المحكمة الجنائية الدولية ليوغوسلافيا السابقة ميلوسيفيتش وغيره من القادة الصرب بمحاولة إنشاء صربيا الكبرى وهي دولة صربية تضم المناطق المأهولة بالصرب في كرواتيا والبوسنة والهرسك والتي تم تحقيقها من خلال إبعاد غير الصرب بالقوة عن مناطق جغرافية واسعة من خلال ارتكاب جرائم.

على الرغم من أن المدعين العامين للمحكمة الجنائية الدولية ليوغوسلافيا السابقة تمكنوا من الوصول إليهم أثناء المحاكمات إلا أن بعض محاضر اجتماعات الحرب للقادة السياسيين والعسكريين في يوغوسلافيا لم يتم الإعلان عنها لأن المحكمة الجنائية الدولية ليوغوسلافيا السابقة قبلت الحجة الصربية بأن القيام بذلك من شأنه أن يضر بالأمن القومي لصربيا. على الرغم من أن محكمة العدل الدولية كان بإمكانها استدعاء الوثائق مباشرة من صربيا إلا أنها لم تفعل ذلك واعتمدت بدل من ذلك على تلك التي تم الإعلان عنها خلال محاكمات المحكمة الجنائية الدولية ليوغوسلافيا السابقة. انتقد اثنان من قضاة محكمة العدل الدولية هذا القرار في معارضين شديد اللهجة. ذكرت مارليز سيمونز في تقرير لها في صحيفة نيويورك تايمز أنه «عندما تم تسليم الوثائق [إلى المحكمة الجنائية الدولية ليوغوسلافيا السابقة] قال المحامون أوضح فريق من بلغراد في رسائل إلى المحكمة وفي اجتماعات مع المدعين العامين والقضاة أن لقد أرادت إزالة الوثائق لمنعها من الإضرار بقضية صربيا في محكمة العدل الدولية. لم يخف الصرب ذلك حتى عندما دافعوا عن قضيتهم من أجل» الأمن القومي«قال أحد المحامين مضيفا: هنا [في المحكمة الجنائية الدولية ليوغوسلافيا السابقة] علمت بهذا. يضيف سايمونز أن روزالين هيغينز رئيسة محكمة العدل الدولية رفضت التعليق عندما سُئلت عن سبب عدم استدعاء السجلات الكاملة قائلة إن» الحكم يتحدث عن نفسه«. علقت ديان أورنتليشر أستاذة القانون في الجامعة الأمريكية بواشنطن» لماذا لم تطلب المحكمة الوثائق الكاملة؟ حقيقة أنه تم حجبها تشير بوضوح إلى أن هذه المقاطع كانت ستحدث فرقا. ويليام شاباس الأستاذ من القانون الدولي في جامعة أيرلندا في غالواي اقترح أن محكمة العدل الدولية بصفتها محكمة مدنية وليست جنائية كانت معتادة على الاعتماد على المواد المعروضة عليها أكثر من السعي الجاد للأدلة التي قد تؤدي إلى وقوع حادث دبلوماسي.

### إنكار
يعتقد الكتاب بمن فيهم إدوارد إس هيرمان أن مذبحة سريبرينيتشا لم تكن إبادة جماعية. وأشاروا إلى أن النساء والأطفال قد نجوا إلى حد كبير وأن الرجال في سن التجنيد هم فقط المستهدفون. هذا الرأي لا تدعمه النتائج التي توصلت إليها محكمة العدل الدولية أو المحكمة الجنائية الدولية ليوغوسلافيا السابقة.
وفقا لسونيا بيسركو رئيسة لجنة هلسنكي لحقوق الإنسان في صربيا وإدينا بيتيرفيتش من كلية علم الجريمة والدراسات الأمنية في جامعة سراييفو:
اقتباس|يتخذ إنكار الإبادة الجماعية في سريبرينيتشا أشكال عديدة في صربيا. تتراوح الأساليب من الوحشية إلى المخادعة. يظهر الإنكار بشكل أقوى في الخطاب السياسي وفي وسائل الإعلام وفي مجال القانون وفي النظام التعليمي.

## مقالات خارجية
- Dražen Erdemović